# Louise Renée de Penancoët de Keroual
Pour les articles homonymes, voir Keroual.
 (janvier 2025).
Louise Renée de Penancoët de Keroual, né le 6 septembre 1649 au château de Keroual et morte le 14 novembre 1734 à Paris, est duchesse de Portsmouth et d'Aubigny. Elle est la maîtresse du roi d'Angleterre Charles II pendant une quinzaine d'années, mais aussi l'agent secret du roi de France, Louis XIV.  
Saint-Évremond dit à son propos : « Le ruban de soie qui serrait la taille de Mlle de Keroual unit la France et l’Angleterre ». Saint-Simon la considère comme une aventurière. 

## Biographie

### Jeunesse

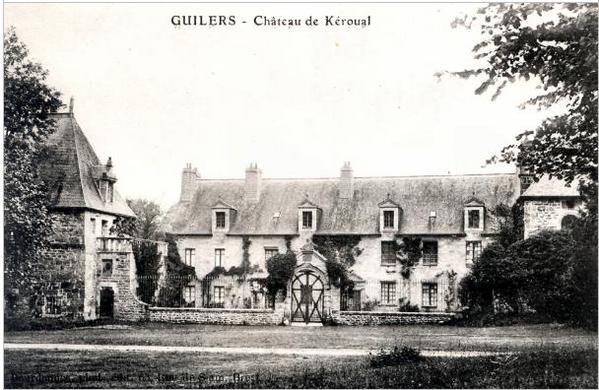
Manoir de Keroual, près de Brest, propriété de Louise Renée ; elle y vit le jour en 1649.

Louise Renée de Penancoët de Keroual est née le 6 septembre 1649, au château de Keroual à Guilers, près de Brest. Elle est la fille de Guillaume de Penancoët de Keroual et de Marie de Plœuc, dont le mariage avait été célébré en 1645. La famille compte deux autres enfants : Sébastien (1646-1671), capitaine de vaisseau mort à 25 ans, et une sœur, Henriette Mauricette (1655-1728), comtesse de Pembroke. Les deux époux sont nobles : les Penancoët (patronyme qui signifie « bout du bois » en breton) sont originaires du Léon, les Plœuc sont une branche des Kergorlay sans doute issue des comtes de Poher. Mais les revenus ne sont pas en rapport avec leur rang, et la vie au château est modeste. Louise suit des études au couvent Sainte-Ursule de Lesneven où une de ses tantes est religieuse.
Le duc de Beaufort, cousin du roi qui l'a nommé grand maître de la navigation, la remarque. Il lui fait vainement la cour, s'engageant même à ce qu'elle devienne demoiselle d'honneur de  « Madame », la duchesse d'Orléans et belle-sœur de Louis XIV.

### De Versailles à Londres

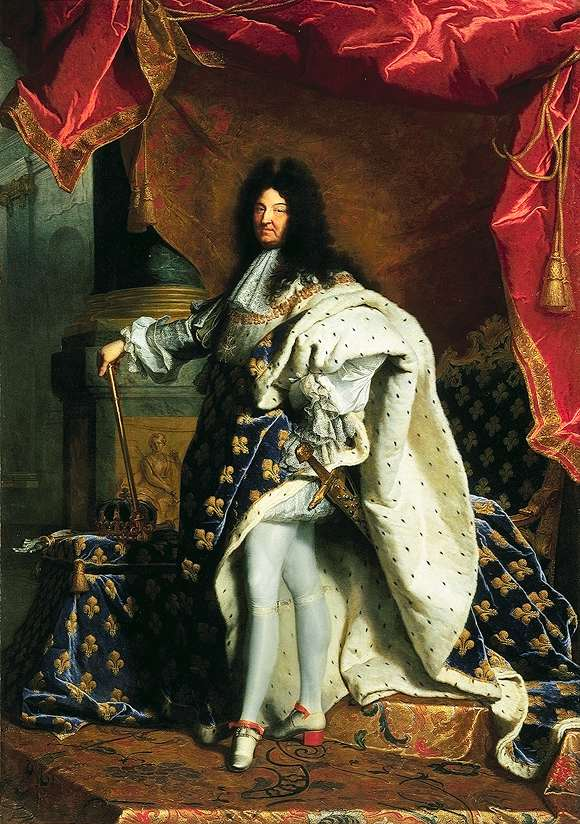
Louis XIV par Hyacinthe Rigaud.

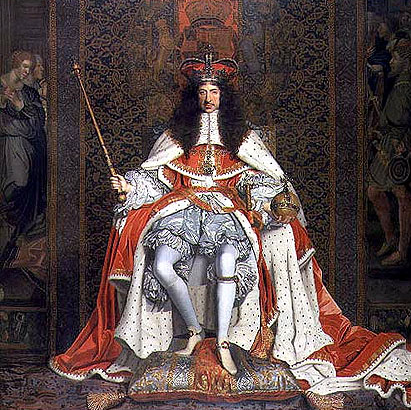
Charles II.

La promesse du duc de Beaufort sera tenue post-mortem. En 1669, Louise Renée arrive au château de Versailles pour se mettre au service de « Madame », c'est-à-dire la duchesse d'Orléans, Henriette d'Angleterre, la sœur du roi d'Angleterre Charles II.
Elle est remarquée par le roi, dont la favorite officielle est la duchesse de La Vallière mais la favorite officieuse Madame de Montespan ; plutôt que d’en faire sa maîtresse, il juge qu'elle lui sera diplomatiquement plus utile. Aux côtés de Madame, mal mariée et qui, au début de son mariage, avait eu un début de liaison avec le roi, Louise Renée perd sa réserve et apprend vite les us et coutumes de la cour. 
En 1670, à la suite de Madame, chargée d'une mission diplomatique par le roi, elle embarque pour l'Angleterre. Charles II n'a pas vu sa sœur depuis neuf ans. Il a peu de sympathie pour le royaume de France et guère plus pour son souverain et cousin. En revanche, à l'instar de son cousin français, il apprécie beaucoup la compagnie des dames, ce que Louis XIV n'est pas sans savoir. Le roi accueille sa sœur au château de Douvres. La réception est somptueuse, outre les retrouvailles familiales, et la curiosité du roi a été piquée par les propos du duc de Buckingham, au sujet de la nouvelle dame de compagnie de celle-ci. 
La signature du traité de Douvres rapproche les deux royaumes : Charles II propose de se convertir au catholicisme et de fournir des troupes, en échange de quoi Louis XIV lui verserait une rente annuelle de 200 000 livres. En remerciement des cadeaux reçus, la duchesse d'Orléans propose à son frère de choisir un bijou dans sa cassette et c'est Louise Renée qui doit le lui remettre ; posant sa main sur celle de la jeune fille, le roi aurait dit : « Voilà le seul bijou que je désire ! ». 
De retour à Versailles, la jeune fille aurait émis le souhait de rentrer au couvent, ce dont on l'aurait dissuadée. Elle repart donc pour l'Angleterre.

### Favorite royale

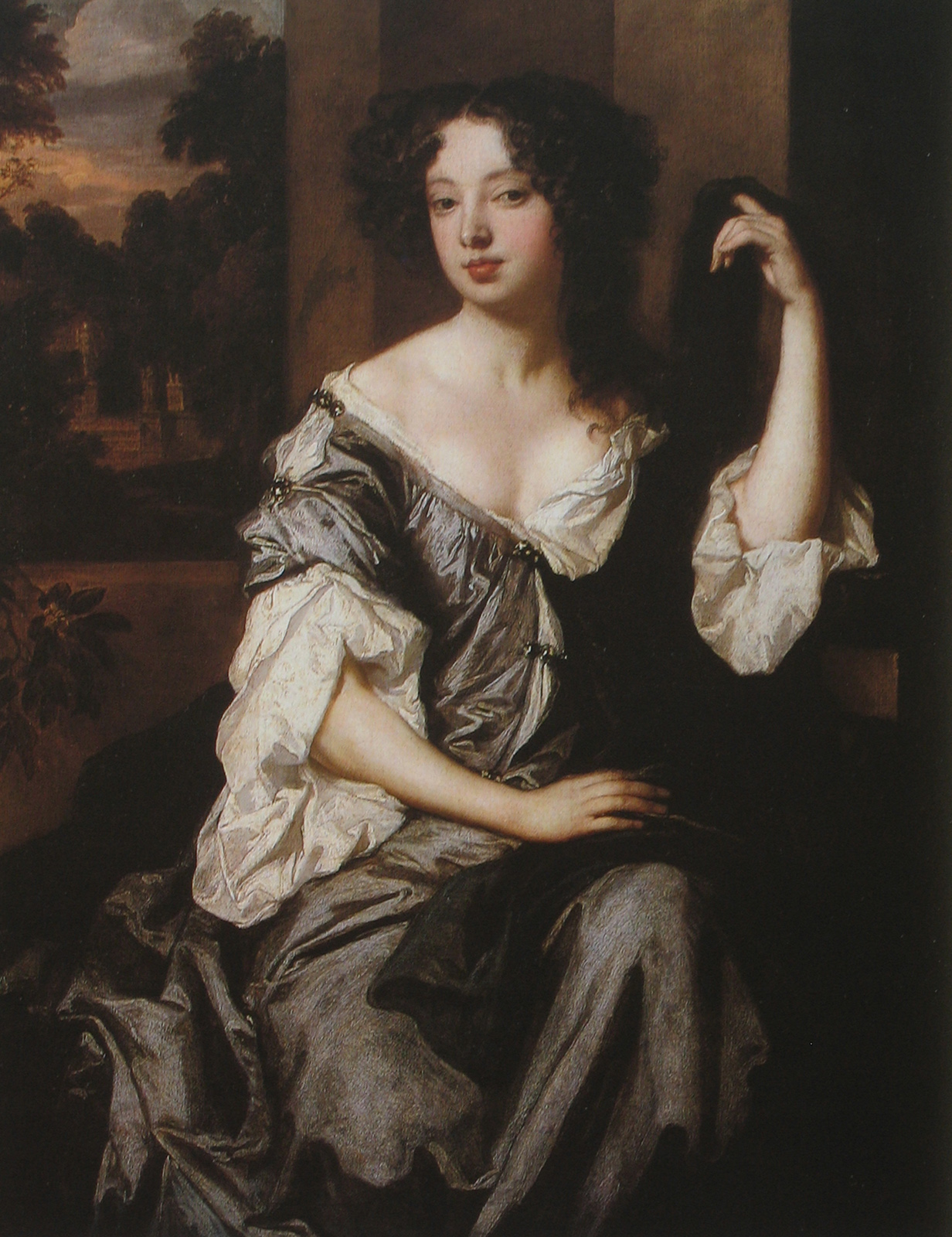
Louise de Kéroual par Sir Peter Lely (1671).

Elle est logée dans un immense appartement du palais de Whitehall et le roi d'Angleterre vient lui faire sa cour tous les soirs. Du reste, supervisée par le marquis de Croissy, l'ambassadeur de France, Louise Renée connaît parfaitement les impératifs de sa mission. 
Au mois d'octobre 1671, elle est invitée à une réception donnée par la comtesse d'Arlington, en présence du roi et de nombreux invités. Le roi, marié à l'infante Catherine de Bragance qu'il a vite délaissée car elle ne lui a pas donné d'enfant, arrive à la fête sans la reine. Un faux mariage est organisé, mais la nuit de noces a bien lieu avec Louise Renée de Penancoët de Keroual. Celle-ci devient la maîtresse du roi d'Angleterre. Elle est officiellement nommée demoiselle d'honneur de la reine Catherine : le roi peut ainsi voir son épouse et visiter sa maîtresse. 
Louis XIV est informé par son ambassadeur que son agent a beaucoup de pouvoir sur son amant. En 1672, elle donne naissance à un garçon, Charles Lennox, créé duc de Richmond (1675). La mère reçoit des terres et est titrée duchesse de Portsmouth, comtesse de Fareham et baronne de Patersfield, avec une pension annuelle de 138 000 livres. Si son influence dure environ une quinzaine d'années, jusqu'à la mort du roi le 6 février 1685, sa position n'est pas sans inspirer des haines et des jalousies farouches. En effet, le retour du roi au catholicisme est attribué à sa maîtresse ce qui la rend d'autant plus impopulaire.
En 1684, Louis XIV, à la demande de Charles II qui fait valoir que cette terre avait appartenu à ses ancêtres les Stuarts, la fait duchesse d'Aubigny (Aubigny-sur-Nère, petite cité berrichonne en Sologne) et pair de France. Cette même année, elle fait l'acquisition du château de Trémazan (Finistère), auquel elle joint les terres de Keroual. Elle possède aussi un château à Évry dit « château du Mousseau », détruit en 1860.
Après avoir résidé au château de La Verrerie, « la bonne Dame d'Aubigny », comme l'appelaient les habitants, meurt à Paris, rue des Saints-Pères, le 14 novembre 1734, ayant perdu une partie de sa fortune.

## Postérité
La princesse de Galles, Lady Diana Spencer, était l'une des descendantes du fils que Louise de Keroual avait eu du roi Charles II (Charles Lennox, le duc de Richmond). La descendance de Louise, toujours par Charles Lennox, compte aussi Camilla Parker-Bowles, Sarah Ferguson, Aga Khan IV (par sa mère Joan Yarde-Buller) et Jane Birkin.
Le petit-fils de Louise, duc de Richmond, créa en 1735, soit l'année suivant la mort de sa grand-mère, la célèbre loge maçonnique d'Aubigny où furent initiés le duc d'Antin et Montesquieu. C'est une des premières loges maçonniques créées en France.
D'après Jean-René Roy, Louise de Keroual aurait attiré l'attention de Charles II sur les travaux et les instruments de l'observatoire royal de Paris, visant à une mesure plus fiable de la longitude pour la navigation en haute mer. Cette information auraient conduit le roi d’Angleterre à consulter les scientifiques et astronomes anglais pour engager la construction de l'Observatoire royal de Greenwich.

Selon Honoré de Balzac, Louise de Keroual aurait apporté en France la mode des robes à panier : 
« Les paniers apportés par une anglaise à Paris furent inventés à Londres, on sait pourquoi, par une Française, la fameuse duchesse de Portsmouth ; on commença par s'en moquer si bien que la première anglaise qui parut aux Tuileries faillit être écrasée par la foule ; mais ils furent adoptés. »
Une rue d'Aubigny-sur-Nère, une rue d'Évry-Courcouronnes dans l'Essonne, une rue de Guilers et une rue de Brest située dans le quartier Saint-Marc portent son nom.